# Monopis impressella
Monopis impressella är en fjärilsart som beskrevs av Walker 1863. Monopis impressella ingår i släktet Monopis och familjen äkta malar.
Artens utbredningsområde är Sri Lanka. Inga underarter finns listade i Catalogue of Life.